# なご壱
株式会社なご壱（なごいち）は、愛知県名古屋市北区黒川本通に本社を置くおにぎり・惣菜製造販売業および飲食店経営会社。

## 沿革
- 2004年（平成16年）3月 - 株式会社なご壱として設立される[4]。翌月、1号店となる「なご壱黒川本店」を開業[4]。
- 2005年（平成17年）6月 - 居酒屋1号店となる「亀島酒房 なご壱」を開業[4]。

## 業態
- おにぎり・弁当・惣菜販売店
  - なご壱[5]
- 居酒屋
  - 酒房 なご壱[5]
  - 寿司酒房 なご壱[5]
  - 居酒屋すし なご壱[5]

- 大曽根酒房なご壱（2015年3月）
- 寿司酒房なご壱黒川店（2015年3月）